# Абросово (Псковська область)
Абросово (рос. Абросово) — присілок в Псковському районі Псковської області Російської Федерації.
Населення становить 23 особи. Входить до складу муніципального утворення Писковицька волость.

## Історія
Від 2015 року входить до складу муніципального утворення Писковицька волость.

## Населення
| 2001 | 2002 | 2010 | 2012 |
| ---- | ---- | ---- | ---- |
| 23   | ↘15  | ↘10  | ↗23  |